# 塔代伊圆雕
《塔代伊圆雕》是意大利文艺复兴艺术家米开朗基罗的一件 大理石浮雕圆雕，描绘了圣母玛利亚、圣婴以及洗者若翰。现藏于伦敦皇家艺术研究院，是英国唯一一件米开朗基罗的大理石雕塑。 该作品为他雕刻技艺的“完美展示”， 传递了“强大的情感和叙事冲击力”。    
圆雕创作于1505年米开朗基罗从佛罗伦萨移居罗马之前，瓦萨里说，与创作大卫像和皮蒂圆雕同时。 